# Holmsjön (Vilhelmina socken, Lappland, 717783-154446)
Holmsjön är en sjö i Vilhelmina kommun i Lappland och ingår i Ångermanälvens huvudavrinningsområde. Sjön har en area på 0,445 kvadratkilometer och ligger 372 meter över havet.

## Delavrinningsområde
Holmsjön ingår i det delavrinningsområde (717457-155019) som SMHI kallar för Ovan VDRID = Bäskån i Vojmåns vattendragsyta. Medelhöjden är 378 meter över havet och ytan är 43,48 kvadratkilometer. Räknas de 274 avrinningsområdena uppströms in blir den ackumulerade arean 2 675,76 kvadratkilometer. Vojmån som avvattnar avrinningsområdet har biflödesordning 2, vilket innebär att vattnet flödar genom totalt 2 vattendrag innan det når havet efter 295 kilometer. Avrinningsområdet består mestadels av skog (59 procent) och sankmarker (31 procent). Avrinningsområdet har 1,94 kvadratkilometer vattenytor vilket ger det en sjöprocent på 4,5 procent.